# بدارية لارمور

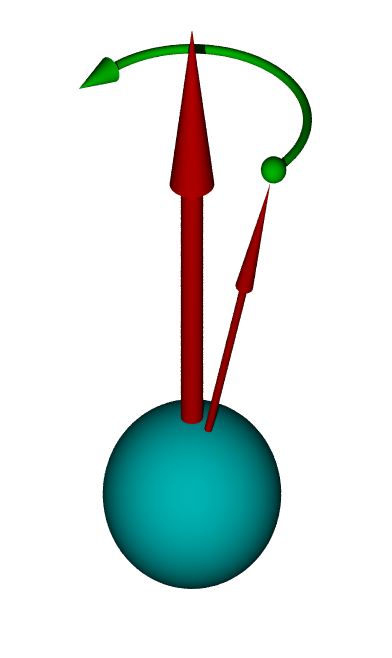
اتجاه البدارية للجسيم سالب الشحنة ، يشير السهم الكبير إلى المجال المغناطيسي الخارجي، بينما يشير السهم الصغير إلى كمية التحرك الزاوي المغزلي للجسيم.

بدارية لارمور في الفيزياء (بالإنجليزية : Larmor precession) هي بدارية العزم المغناطيسي للإلكترون، , أو النواة الذرية أو الذرة عندما تتعرض لمجال مغناطيسي خارجي. ترجع التسمية إلى العالم جوزيف لارمور. يوثر المجال المغناطيسي بعزم دوران (قوة التواء) torque على العزم المغناطيسي طبقا للعلاقة:
{\displaystyle {\vec {\Gamma }}={\vec {\mu }}\times {\vec {B}}=\gamma {\vec {J}}\times {\vec {B}}}
حيث:
{\displaystyle {\vec {\Gamma }}} عزم الدوران,
{\displaystyle {\vec {\mu }}} ثنائي القطب المغناطيسي,
{\displaystyle {\vec {J}}} متجه زخم زاوي ,
{\displaystyle {\vec {B}}} شدة المجال المغناطيسي الخارجي,
{\displaystyle \times } رمزضرب متجه ,
و {\displaystyle \ \gamma } نسبة مغناطيسية دورانية وهي تعطي ثابت التناسب بين العزم المغناطيسي والزخم الزاوي .

## تردد لارمور
يقوم محور الزحم الزاوي
{\displaystyle {\vec {J}}} بحركة بدارية حول اتجاه مجال مغناطيسي خارجي وذلك بتردد زاوي معين يـُعرف بتردد لارمور :
{\displaystyle \omega =-\gamma B}
حيث:
{\displaystyle \omega } تردد زاوي
{\displaystyle \gamma ={\frac {-eg}{2m}}} نسبة مغناطيسية دورانية ,
و {\displaystyle B} شدة المجال المغناطيسي.
و معامل-g وهو في العادة = 1 ، ماعدا في أنظمة ميكانيكا الكم.
ويتميز كل نظير من العناصر بتردد لارمور يختص به في مطيافية الرنين النووي المغناطيسي ، وتوجد تلك الترددات الخاصة لكل نظائر العناصر في جداول .
here.